# Фукувараї
Фукувараї (яп. 福笑い) — японська дитяча гра, популярна під час святкування Нового року. Гравців підводять до столу, на якому лежить паперовий малюнок людського обличчя без зображених рис, а також вирізки кількох рис обличчя (наприклад, очей, брів, носа та рота). Із зав'язаними очима гравці намагаються розмістити риси обличчя у правильному положенні.
Правильне розміщення, як правило, є удачею, а неправильне — забавною справою, що, можливо, пояснює назву і її переклад — «щасливий сміх».
Вважається, що гра датується пізнім періодом Едо. Зазвичай використовували обличчя жінки з великими щоками у стилі окаме або хьоттоко — чоловіка з дурнуватим виразом обличчя та відстовбурченим ротом. Обидва обличчя вважаються щасливими, і гра з ними вважається гарним способом привітати Новий рік.
Гра схожа на західну гру «Віслюковий хвіст», за винятком того, що вона виконується на столі.